# Polesine Parmense
Polesine Parmense (Pülésan in dialetto parmigiano) è una frazione del comune di Polesine Zibello, nella provincia di Parma in Emilia-Romagna.

## Geografia fisica
Polesine Parmense sorge nella bassa parmense sulla riva destra del fiume Po, immediatamente a valle dell'immissione del torrente Arda.

## Origini del nome
Secondo alcune ipotesi, il toponimo della frazione, così come quello della regione in provincia di Rovigo e di altre località poste sulle sponde del fiume Po, deriverebbe dal latino pullus (ossia "pollone") con l'aggiunta del suffisso preromano -cinus. Altri studiosi propendono invece per una derivazione etrusca del nome, che avrebbe origine dal gentilizio femminile Puleisnai, leggibile nell'iscrizione di una stele funeraria scoperta a Rubiera. In entrambi i casi il termine si sarebbe successivamente evoluto in Polesino, col significato di "deposito di melma che emerge dalle acque fluviali in forma di isole".
Esistono altre due ipotesi sull'origine del toponimo di Poleximus S. Viti: il nome potrebbe derivare dal latino Laesus a Pado (ossia "distrutto dal Po") oppure dal latino Paeninsula, in riferimento alla fondazione su un lembo di terra circondato in gran parte dalle acque.
In epoca medievale la località era nota come Polesine di San Vito per distinguerla da Polesine dei Manfredi, che sorgeva nei pressi di Stagno Parmense; tuttavia, quest'ultima scomparve entro la metà del XVI secolo a causa dell'erosione da parte delle acque del Po.

## Storia
Nel 962 l'imperatore del Sacro Romano Impero Ottone I di Sassonia assegnò al marchese Oberto degli Obertenghi, dal quale discesero i Pallavicino, numerose terre in varie parti d'Italia, tra cui l'intero territorio compreso tra il Parmense e il Piacentino nei dintorni di Busseto.
Nel 1145 Oberto Pallavicino, detto Pelavicino, cedette tutte le corti che possedeva nel Parmense al Comune di Piacenza, che lo investì nuovamente di quei feudi in cambio del giuramento di vassallaggio.
Nel 1249 l'imperatore Federico II di Svevia investì il suo condottiero Uberto Pallavicino di numerosi feudi del Parmense, tra cui Polesine di San Vito, dipendente dalla diocesi di Cremona; il marchese vi costruì un castello a difesa dell'adiacente porto fluviale e controllo dei traffici delle merci, che richiedevano il pagamento di dazi.
Tuttavia, pochi anni dopo, in seguito alla caduta degli Svevi, il Comune di Cremona si impossessò dei beni del Pallavicino, annettendo il territorio di Polesine.
Con la presa del potere da parte dei Visconti nel ducato di Milano, nel XIV secolo i Pallavicino rientrarono in possesso dei loro territori e nel 1360 il marchese Oberto ricevette conferma dell'investitura da parte dell'imperatore Carlo IV di Lussemburgo. Nel 1395 suo figlio Niccolò Pallavicino fu confermato nell'investitura dal Re dei Romani Venceslao di Lussemburgo.
Una serie di rovinose piene del Po, oltre a danneggiare il castello ormai abbandonato, causò lo spostamento più a nord del letto fluviale; nel 1408 il marchese Rolando il Magnifico, erede di Niccolò, fu quindi costretto a costruire una nuova rocca in prossimità del corso d'acqua.
Nel 1441 Niccolò Piccinino convinse il duca di Milano Filippo Maria Visconti del tradimento da parte del Marchese e si fece incaricare di conquistarne lo Stato Pallavicino; attaccato su più fronti, il Pallavicino fu costretto alla fuga e tutti i suoi feudi furono incamerati dal Duca. Nel 1445 Rolando il Magnifico diede prova di lealtà al Visconti, che acconsentì alla restituzione di quasi tutte le terre confiscate, a eccezione di Monticelli d'Ongina e alcuni altri feudi donati al Piccinino.
Alla morte di Rolando nel 1457 il marchesato di Polesine, unitamente al feudo di Costamezzana, fu ereditato dal figlio Giovan Manfredo. Nel 1477 Gian Galeazzo Maria Sforza confiscò al Marchese, per demeriti e trasgressioni contro il Duca stesso, tutti i suoi beni; nel 1490 li rivendette ai cinque figli di Giovan Manfredo, destinandoli per metà al primogenito Giannottaviano e per la restante metà in parti uguali agli altri quattro Ippolito, Ugoccione, Uberto e Massimo. Nel 1499 Giannottaviano alienò la sua quota di Polesine e Costamezzana al cugino Rolando, marchese di Cortemaggiore, ma il duca Ludovico il Moro, per appianare le liti scatenatesi tra i fratelli, annullò la vendita.
Agli inizi del XVI secolo il Po spostò il suo letto più a sud, fino a lambire le fondamenta della rocca, che nel 1547 crollò; la stessa sorte toccò pochi anni dopo anche alla chiesa costruita da Giovan Manfredo nei pressi del maniero.
Successivamente il fiume riprese il suo corso e il borgo di Polesine rifiorì, con la costruzione di abitazioni e di due palazzi marchionali; la situazione precipitò ancora agli inizi del XVIII secolo, quando il Po deviò nuovamente verso sud e, straripando, distrusse nel 1720 la cinquecentesca chiesa di San Vito e, alcuni anni dopo, il palazzo delle Fosse, residenza di Vito Modesto Pallavicino. Il Marchese finanziò i lavori di costruzione di un nuovo tempio in una posizione più distante dalla riva, fulcro dello sviluppo successivo del paese. Vito Modesto morì nel 1731, nominando erede universale il "ventre pregnante" della moglie, che tuttavia partorì una femmina, Dorotea; il feudo fu quindi assorbito dalla Camera ducale di Parma, che lo assegnò, unitamente a Borgo San Donnino, alla duchessa Enrichetta d'Este, vedova del duca di Parma e Piacenza Antonio Farnese.
Alla morte di Enrichetta il marchesato passò ai duchi Borbone, fino all'ultimo feudatario Ludovico I di Etruria; nel 1805 i diritti feudali furono aboliti da Napoleone.
Nel 1861 Polesine divenne sede di comune autonomo e nel 1869 fu ribattezzata Polesine Parmense.
Nel 2010 furono aperte le consultazioni per fondere i due comuni di Polesine Parmense e Zibello in una singola entità; l'11 ottobre del 2015 il referendum diede esito positivo alla costituzione del nuovo comune di Polesine Zibello, che nacque ufficialmente il 1º gennaio del 2016.

### Simboli
Stemma in uso al Comune di Polesine Parmense:
Nello scudo è raffigurato il dio Eridano, personificazione del fiume Po.
Il castello rappresenta il Palazzo delle Due Torri (Antica Corte Pallavicina) considerato il simbolo del paese.
L'aquila e lo scaccato sono simboli dei Pallavicino, signori del luogo fino al XVI secolo, il cui stemma era scaccato di 5 punti di rosso equipollenti e 4 d'argento col capo d'oro, all'aquila coronata spiegata di nero.
Il gonfalone era un drappo partito di bianco e di azzurro.

## Monumenti e luoghi d'interesse

### Architetture religiose

#### Chiesa dei Santi Vito e Modesto

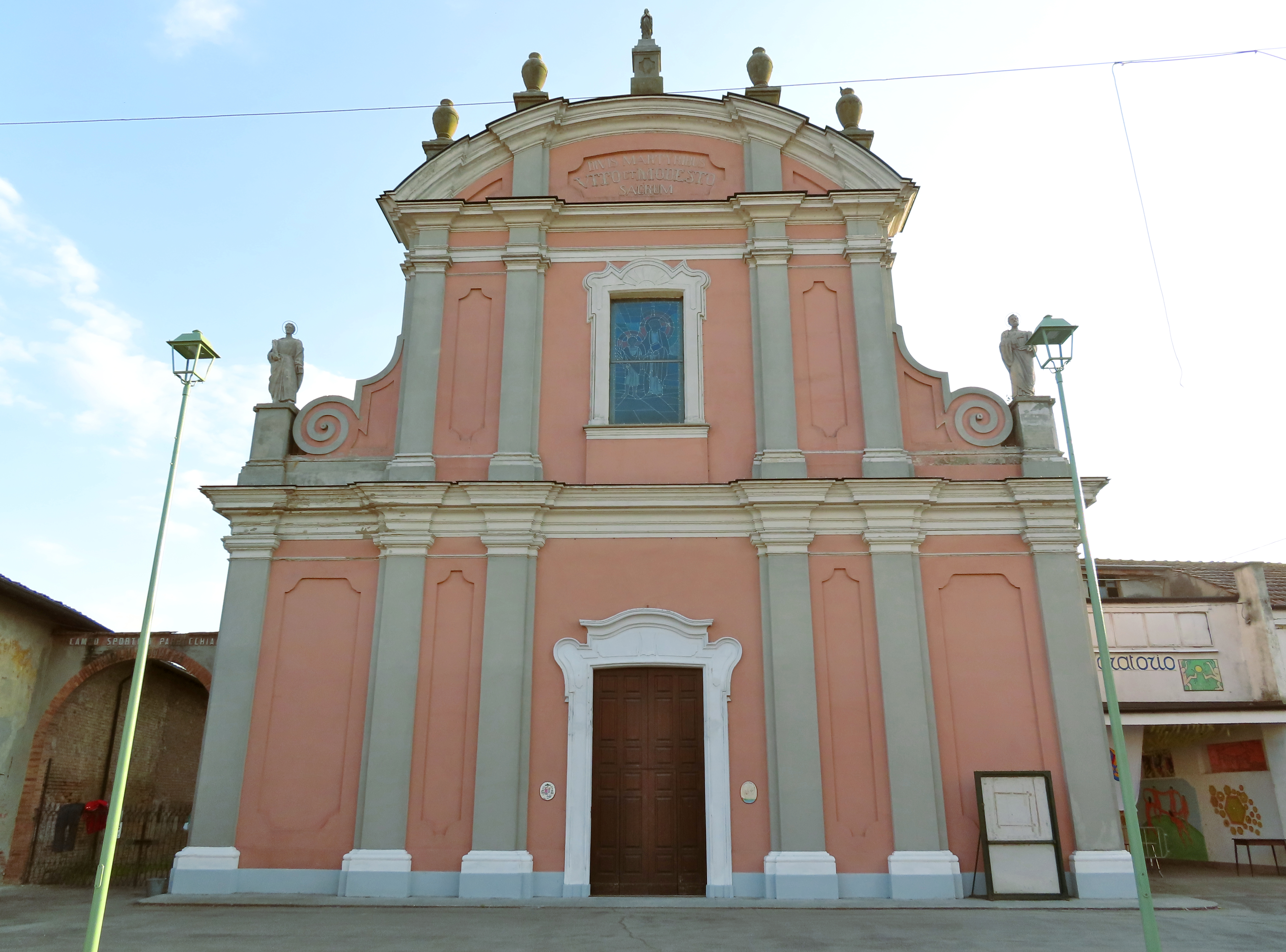
Chiesa dei Santi Vito e Modesto

Edificata originariamente nei pressi del Po in epoca medievale, la chiesa fu distrutta nel XV secolo a causa dell'erosione da parte delle acque del fiume; ricostruita in seguito, fu nuovamente demolita nel 1720; riedificata in posizione più sicura in stile barocco tra il 1720 e il 1724 per volere del marchese di Polesine Vito Modesto Pallavicino, fu solennemente consacrata al termine dei lavori e intitolata ai santi Vito e Modesto in onore del committente; al suo interno conserva varie opere di pregio, tra cui il pulpito ligneo tardo-rinascimentale, alcuni dipinti settecenteschi, il fonte battesimale cinquecentesco e l'organo Cavalli del 1882.

#### Chiesa della Beata Vergine di Loreto

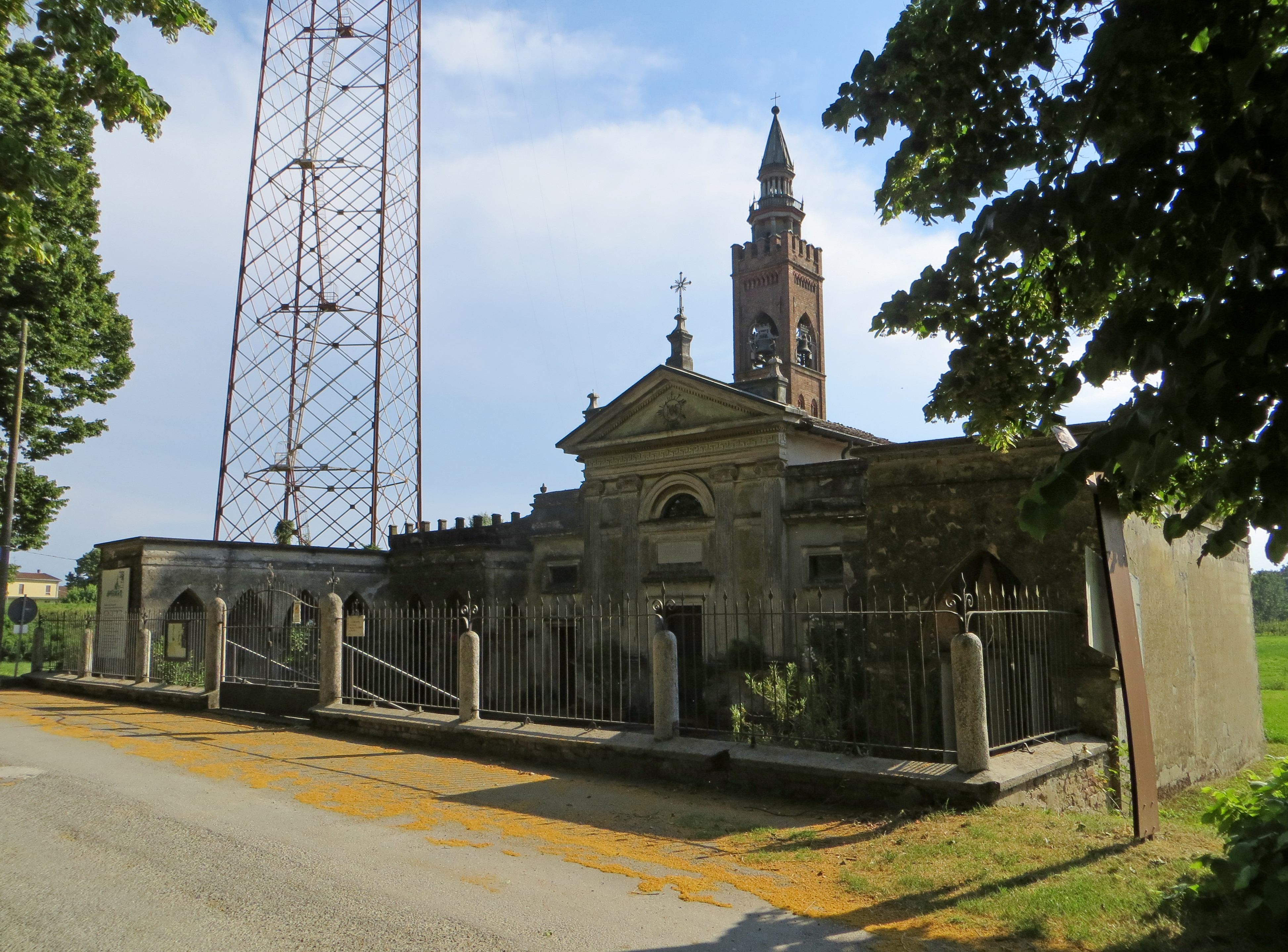
Chiesa della Beata Vergine di Loreto

Edificata nel 1846 per accogliere un'antica e venerata immagine ad affresco della Beata Vergine di Loreto, la chiesa neoclassica fu arricchita nel 1920 dei due porticati neogotici ai lati del sagrato; il campanile in laterizio costituisce una riproduzione in scala ridotta del torrazzo di Cremona.

### Architetture militari

#### Antica Corte Pallavicina

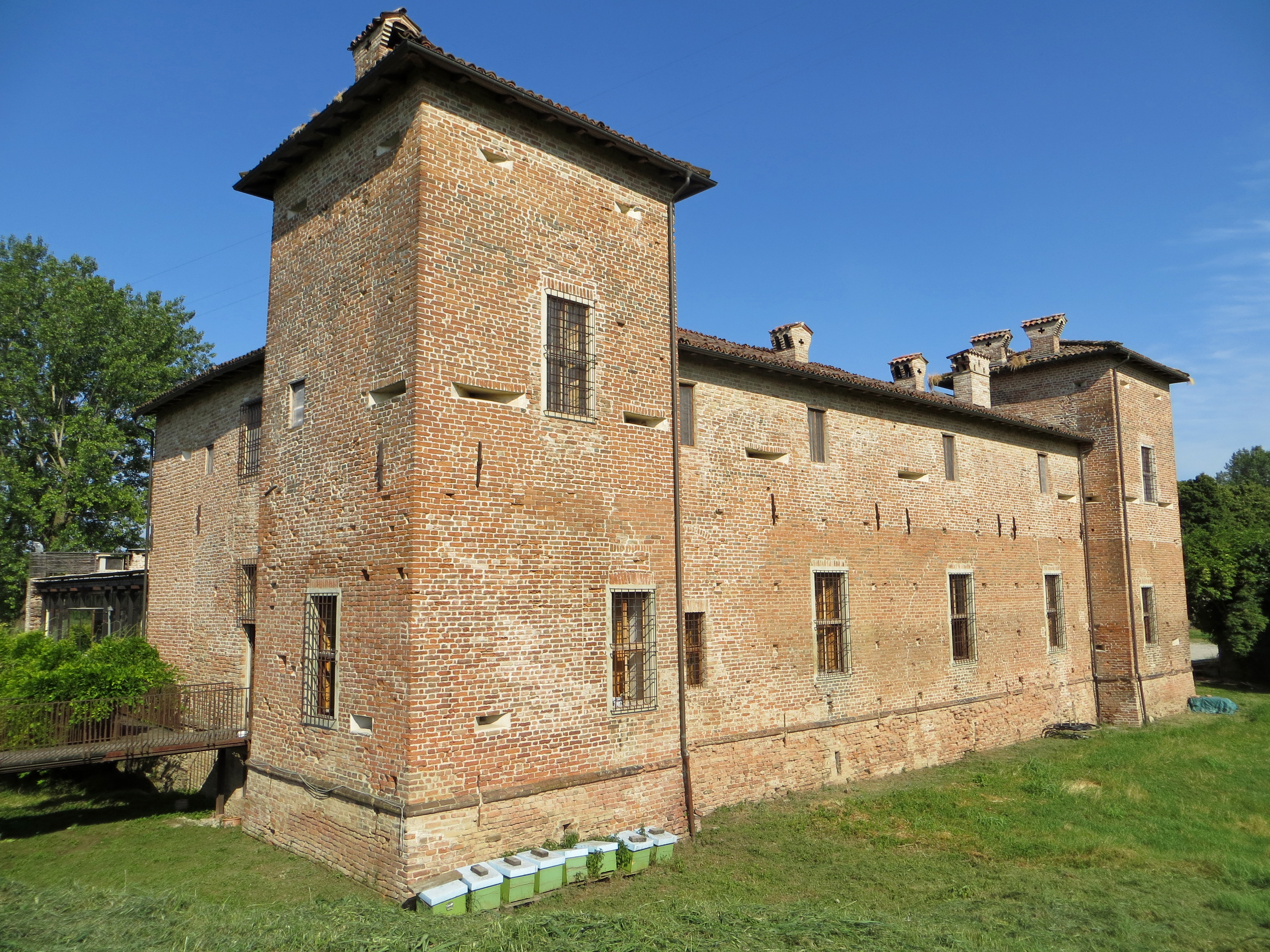
Antica Corte Pallavicina

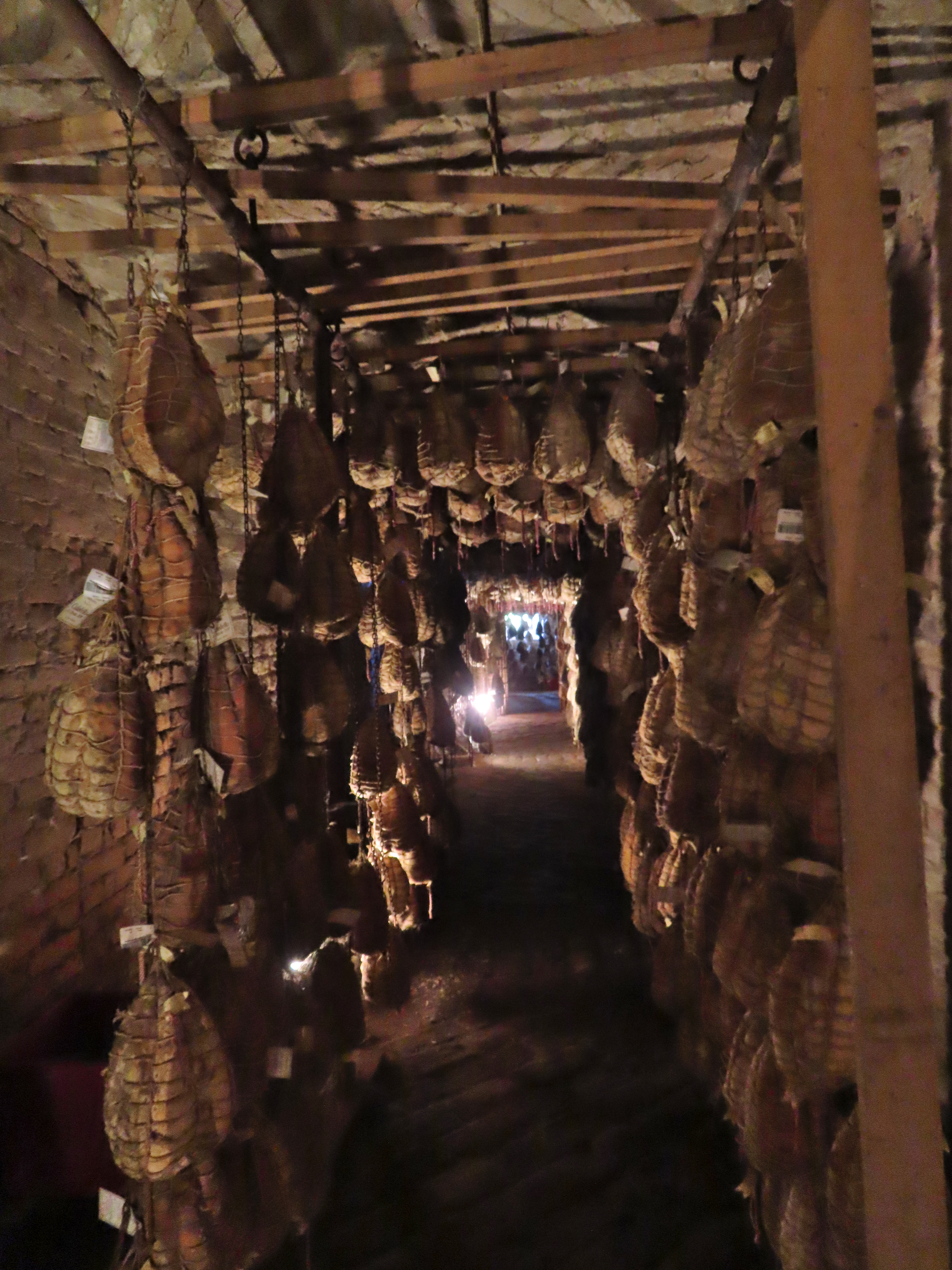
Galleria dei culatelli del museo del culatello e del masalén

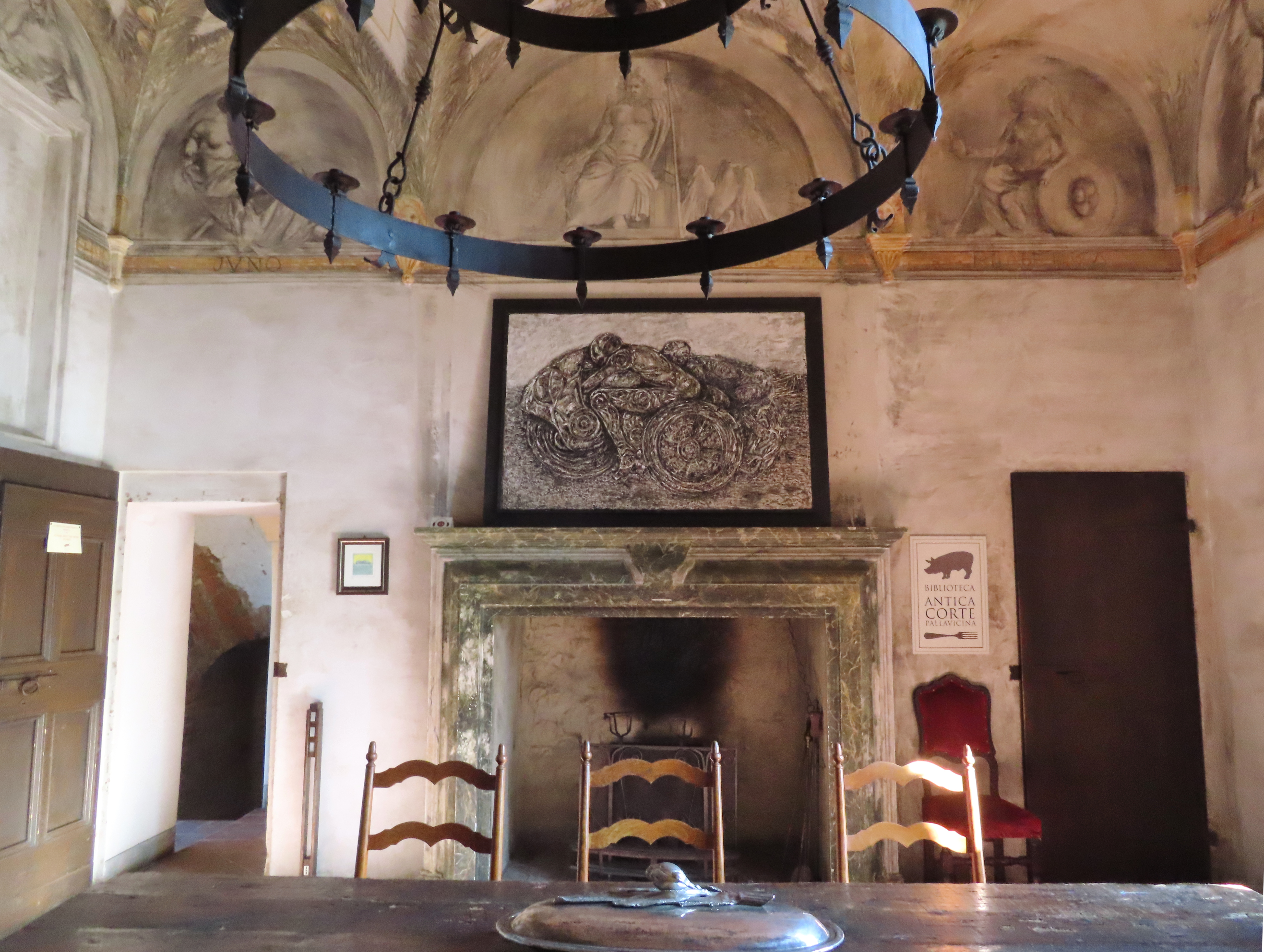
Sala dell'Olimpo dell'Antica Corte Pallavicina

Costruita originariamente nel XIII secolo per volere del marchese Uberto Pallavicino a difesa dell'adiacente porto sul Po, la fortificazione cadde in abbandono dopo l'annessione del territorio da parte del Comune di Cremona; riacquisita dai Pallavicino nel XIV secolo, la fortezza fu ricostruita verso la fine del XV, con funzioni prevalentemente residenziali; modificata e decorata internamente tra il XVI e il XVII secolo, nel 1780 fu alienata dal marchese Antonio Maria alla Camera ducale di Parma, che la trasformò in caserma per i dragoni confinari; danneggiata dalle acque del fiume intorno al 1830, fu in seguito ristrutturata e abbassata; acquistata dopo l'Unità d'Italia da una famiglia di Pieveottoville, fu adibita ad azienda agricola e frazionata in abitazioni contadine; occupata in seguito alla prima guerra mondiale da pescatori e braccianti, cadde in profondo degrado; venduta nel 1990 alla famiglia Spigaroli, fu sottoposta nei successivi vent'anni a complessi lavori di restauro, che consentirono di trasformare i sotterranei in cantine per la stagionatura di culatelli e forme di Parmigiano-Reggiano, il livello terreno in ristorante e il primo piano in relais di sei camere. L'edificio, detto anche palazzo delle Due Torri per la presenza dei due torrioni laterali, conserva al piano terra varie sale arricchite da camini e volte a ombrello decorate con dipinti cinquecenteschi, seicenteschi e, nell'antica cappella, settecenteschi.

## Società

### Evoluzione demografica
Sono qui riportati gli abitanti del comune autonomo di Polesine Parmense dal 1861 al 2011, che comprendeva oltre alla frazione capoluogo anche quelle di Ardella, Ardola, La Motta, Ongina, Santa Croce, Santa Franca e Vidalenzo.
Abitanti censiti

## Cultura

### Eventi

#### November Porc
Dal 2003 Polesine Parmense è sede nel mese di novembre della seconda tappa, denominata "Ti cuociamo Preti e Vescovi", della manifestazione enogastronomica November Porc, dedicata alle specialità norcine locali "preti" e "vescovi".

## Amministrazione

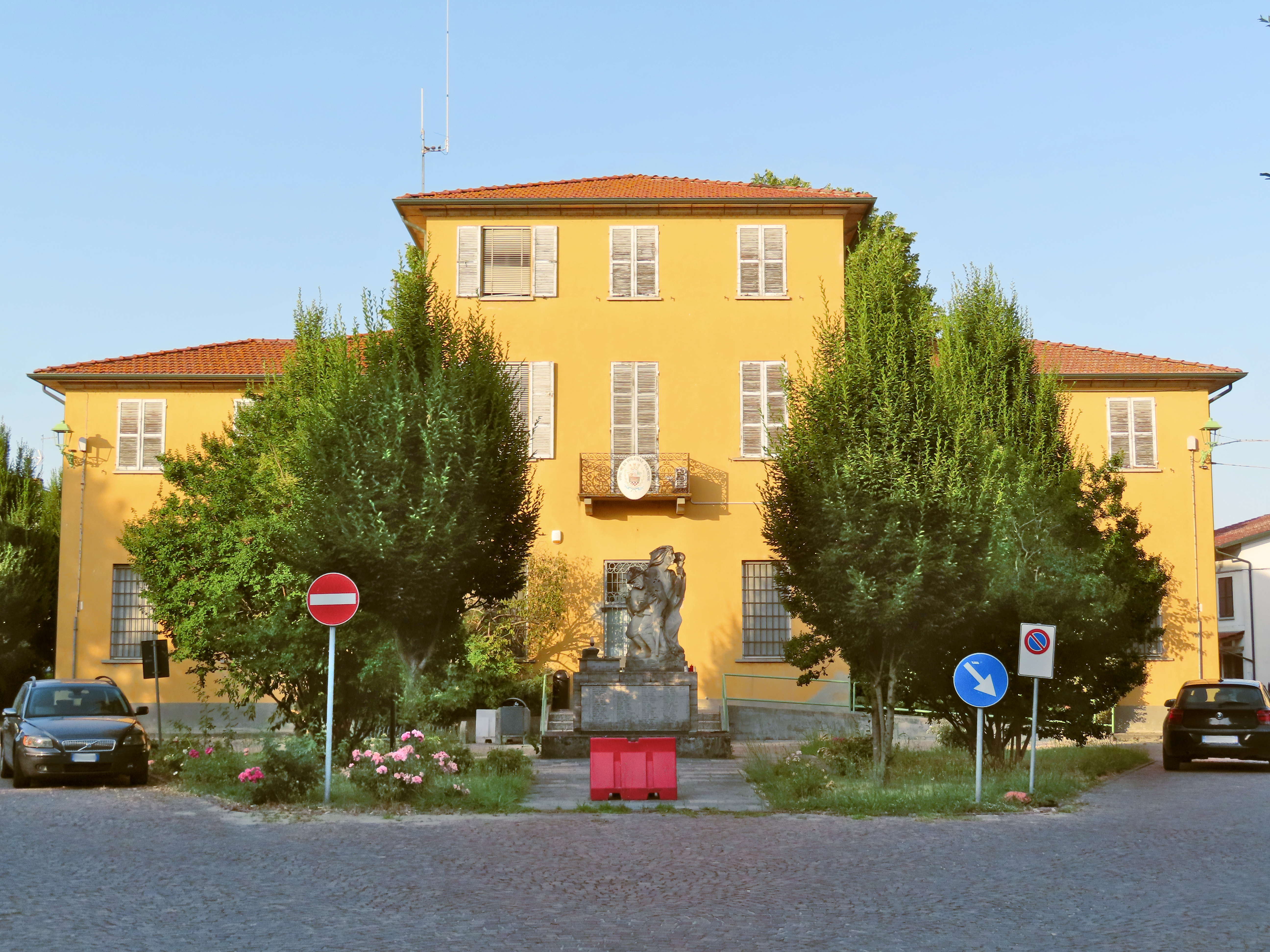
Ex palazzo comunale di Polesine Parmense

Posizione dell'ex comune di Polesine Parmense nella provincia di Parma

Insieme a Zibello, Polesine costituiva l'unione civica Terre del Po. Sulla scia di questa unione, nel mese di aprile del 2010 furono aperte le consultazioni per fondere i due comuni all'interno di una singola entità. Tuttavia, l'unione civica si sciolse, con il recesso di entrambi i comuni, nel mese di novembre del 2012.
L'11 ottobre del 2015 si svolse un referendum per la fusione tra i due comuni, che fu approvata dal 51% dei votanti; il 1º gennaio del 2016 il sindaco fu sostituito dal commissario prefettizio, incaricato dell'amministrazione fino alle elezioni del 5 giugno dello stesso anno.
Di seguito è presentata una tabella relativa alle amministrazioni che si sono succedute in questo comune.
| Periodo        | Periodo          | Primo cittadino    | Partito                                         | Carica  | Note   |
| -------------- | ---------------- | ------------------ | ----------------------------------------------- | ------- | ------ |
| 1905           | 1910             | Angelo Balestrieri | Partito Socialista Italiano                     | Sindaco | [ 29 ] |
| 1946           | 1946             | Albino Arduini     | Comitato Liberazione Nazionale                  | Sindaco | [ 29 ] |
| 1946           | 1962             | Enzo Carini        | Partito Comunista Italiano                      | Sindaco | [ 29 ] |
| 1962           | 1964             | Eusebio Bassanini  | Partito Comunista Italiano                      | Sindaco | [ 29 ] |
| 1964           | 1990             | Vittorio Bottazzi  | Democrazia Cristiana in alleanza con PSDI e PSI | Sindaco | [ 29 ] |
| 11 giugno 1985 | 22 giugno 1990   | Vittorio Bottazzi  | Democrazia Cristiana                            | Sindaco | [ 29 ] |
| 2 luglio 1990  | 24 aprile 1995   | Vittorio Bottazzi  | Democrazia Cristiana                            | Sindaco | [ 29 ] |
| 24 aprile 1995 | 14 giugno 1999   | Davide Maestri     | Partito Popolare Italiano                       | Sindaco | [ 29 ] |
| 14 giugno 1999 | 14 giugno 2004   | Davide Maestri     | PPI -La Margherita                              | Sindaco | [ 29 ] |
| 14 giugno 2004 | 8 giugno 2009    | Andrea Censi       | PRC-Democratici di Sinistra - PD                | Sindaco | [ 29 ] |
| 8 giugno 2009  | 26 maggio 2014   | Andrea Censi       | Partito Democratico                             | Sindaco | [ 29 ] |
| 26 maggio 2014 | 31 dicembre 2015 | Sabrina Fedeli     | SEL-PD, lista civica: Polesine! ancora con voi  | Sindaco | [ 29 ] |